# Blue Love
Blue Love heter Antiques tredje och sista skiva med nya låtar. Skivan släpptes i en internationell version och en grekisk. Den grekiska titeln på skivan är Alli Mia Fora. Skivan kom år 2002 i Grekland och släpptes 2003 i Sverige.

## Internationell version
1. Moro Mou (My Baby)
2. List Of Lovers
3. Ela 'Do (Come To Me)
4. Girna ksana
5. Matia Mou (Where Are You)
6. Tora Tora
7. Time To Say Goodbye (Alli Mia Fora)
8. Kardia Mou
9. Den M' Agapas
10. Ti Sou 'Dosa, Ti Mou 'Doses
11. Pes Mou
12. Welcome To My World
13. Moro Mou (Grekisk Version)
14. Matia Mou (Grekisk Version)
15. Why (Grekisk Version)

## Grekisk version
1. Moro Mou
2. Ela 'Do
3. Alli Mia Fora
4. Tora Tora
5. Girna Xana
6. Kardia Mou
7. Pes Mou
8. Miazoume
9. Den M' Agapas
10. Ti Sou 'Dosa, Ti Mou 'Doses
11. Matia Mou
12. Anihti Pligi